# Karel Bořivoj Presl
Karel Bořivoj Presl est un botaniste né en 1794 à Prague et mort en 1852 dans cette même ville.

## Biographie
Karel Bořivoj Presl passe toute sa vie à Prague où il enseigne à l’université. Il fait un voyage en Sicile en 1817 et publie avec son frère Flora bohemica en 1819.
Il fait autorité surtout pour ses ouvrages sur les fougères.
Son frère aîné, Jan Svatopluk Presl (1791-1849) est également un célèbre botaniste. La revue Preslia, que fait paraître la Société de botanique tchèque, leur est dédiée.

## Principaux ouvrages et publications
- Jan Svatopluk Presl et Karel Bořiwog Presl - Flora bohemica : Indicatis medicinalibus, occonomicis technologicisque plantis. Kwětena česka. Spoznamenánjm lekařských, hospodařských a řemeselnických rostlin - Pragae : J. G. Clave , 1819 (ouvrage en tchèque et latin)
- Jan Svatopluk Presl et Karel Bořiwog Presl - Deliciae pragenses : historiam naturalem spectantes - Pragae : Sumtibus Calve , 1822 (ouvrage en latin)
- Karel Bořiwoj Presl - Reliquiae haenkeanae : seu descriptiones et icones plantarum, quas in America meridionali et boreali, in insulis Philippinis et Marianis collegit Thaddaeus Haenke – Pragae : J. G. Galve, 2 volumenes en 7 partes 1825-1835 (ouvrage en latin) Numérisé sur Galica
- Karel Bořiwoj Presl - Flora Sicula, exhibens plantas vasculosas in Sicilia aut sponte crescentes aut frequentissime cultas, secundum systema naturale digestas - Tomus primus - Pragae : Sumptibus A. Borrosch , 1826 (ouvrage en latin)
- Karel Bořiwoj Presl - Epistola de symphysia, novo genere plantarum, ad Illustrissimum Liberum Baronem Josephum de Jacquin – Pragae , 1827 (ouvrage en latin) Numérisé sur Galica
- Karel Bořiwoj Presl - Lepisia, Novum Plantarum Genus - Pragae , 1829
- Karel Bořiwoj Presl - Pedilonia, Novum Plantarum Genus - Pragae , 1829
- Karel Bořiwoj Presl - Thysanachne, Novum Plantarum Genus - Pragae , 1829
- Karel Bořiwoj Presl - Symbolae botanicae sive Descriptiones et icones plantarum novarum aut minus cognitarum - Pragae : J. Spurny , 1832 - 1833. Numérisé sur Galica : Vol. 1, Vol. 2
- Karel Bořiwoj Presl - Repertorium botanicae systematicae : excerpta e scriptoribus botanicis, continentia diagnoses generum et specierum novarum aut melius distinctarum, indicationes iconum generum et specierum jam cognitarum et adnotationes succinctas botanicam systematicam spectantes... - Pragae : T. Haase, fasc.1, 1833 - fasc. 2,1834 Numérisé sur Galica
- Jannes de Carro, August Karl Joseph Corda, Karel Bořiwoj Presl - Essay on the mineral waters of Carlsbad for physicians and patients (by John de Carro) ; with observations on the microscopic animalcules about the hot springs of Carlsbad (by A.J.C. Corda), and a flora of Carlsbad (by C.B. Presl) - Prague : T. Haase , 1835
- Karel Bořiwoj Presl - Tentamen Pteridographiae, seu Genera filicacearum : praesertim juxta venarum decursum et distributionem exposita - Pragae : T. Haase, 1836 (ouvrage en latin) Numérisé sur Galica
- Karel Bořiwoj Presl - Prodromus monographise Lobeliacearum - Pragae , 1836
- Karel Bořiwoj Presl - Hymenophyllaceae, Eine botanische Abhandlung - Prague : Gottlieb Haase Söhne, 1843 (ouvrage en latin, introduction en allemand) Numérisé sur Biodiversity Heritage Library
- Karel Bořiwoj Presl - Botanische Bemerkungen – Observationes botanica - Prague : GGottlieb Haase Söhne , 1844 (ouvrage en latin, introduction en allemand) Numérisé sur Galica
- Karel Bořiwoj Presl - Supplementum Tentaminis pteridographiae : continens genera et species ordinum dictorum marattiaceae, ophioglossaceae, osmundaceae, schizaeaceae et lygodiaceae - Pragae , 1845
- Karel Bořiwoj Presl - Epimeliae botanicae : cum tabulis quindecim lithographicis – Prague : A. Haase , 1849 Numérisé sur Galica